# Jumbo Kingdom

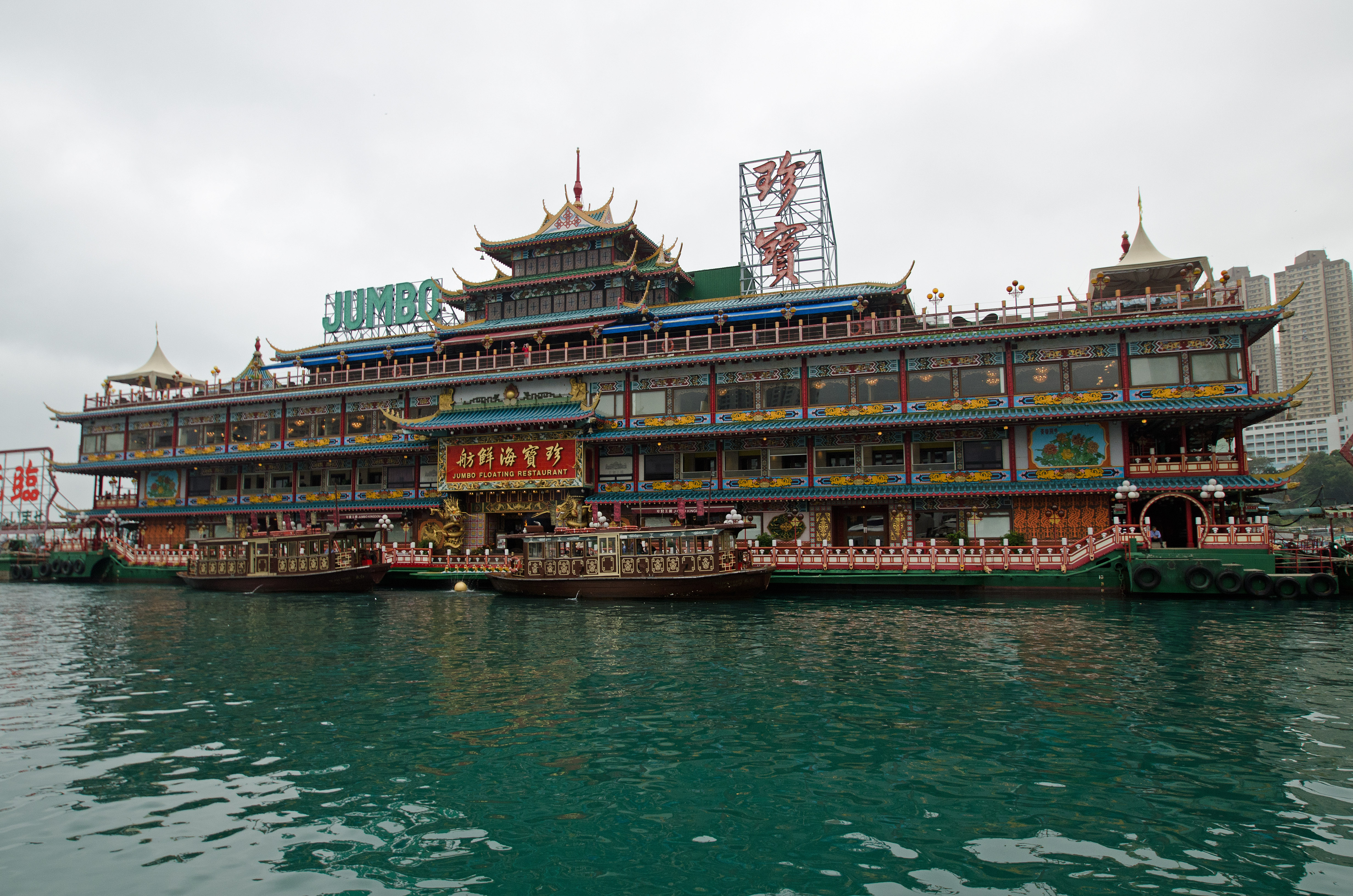
Das Jumbo Floating Restaurant von der Wasserseite

Das Jumbo Kingdom (chinesisch 珍寶王國 / 珍宝王国, Pinyin Zhēnbǎo Wángguó, Jyutping Zan1bou2 Wong4gwok3 – „Königreich der kostbaren Schätze“) war ein Restaurant und eine Touristenattraktion im Hafen von Aberdeen, einer Stadt im Süden der chinesischen Insel Hong Kong Island.
Es bestand aus den zwei Restaurantschiffen Jumbo Floating Restaurant und Tai Pak Floating Restaurant. Das Jumbo Kingdom wurde seit seiner Eröffnung am 19. Oktober 1979 bis zur Schließung am 3. März 2020 von mehr als 30 Millionen Gästen besucht, die kostenlose Shuttleboote vom Shum Wan Pier und der Aberdeen Promenade nutzen konnten.

## Geschichte
Kurz nach Ende des Zweiten Weltkrieges erschienen die ersten schwimmenden Restaurants im Hafen von Aberdeen. Zwei große Restaurants haben sich bis heute erhalten: das Jumbo Floating Restaurant (珍寶海鮮舫,  Zhēnbǎo Hǎixiānfǎng, Jyutping Zan1bou2 Hoi2sin1fong2) und das daneben liegende Tai Pak Floating Restaurant (太白海鮮舫,  Tàibái Hǎixiānfǎng, Jyutping Taai3baak6 Hoi2sin1fong2).
Das Tai Pak wurde 1952 fertiggestellt, das größere Jumbo sollte 1971 eröffnet werden. Ein Großfeuer am 30. Oktober 1971, bei dem 34 Arbeiter getötet wurden, machte jedoch umfangreiche Reparaturen erforderlich.
Bei der mehrjährigen Renovierung wurden wesentliche Elemente der kaiserlichen chinesischen Architektur als Dekoration verwendet. Hierzu gehören auch kleine Pagoden und goldene Drachen. Nach Abschluss der Reparaturen im Oktober 1976 wurden beide Schiffe, die miteinander vertäut sind, als wirtschaftliche Einheit zusammengeführt und von dem chinesischen Unternehmer Stanley Ho offiziell als Jumbo Kingdom in Betrieb genommen. Das Management unterliegt der Melco International Development Ltd.
Im Jahre 2003 wurden die Schiffe erneut aufwändig renoviert; dabei wurden über die bisherigen Restaurants hinaus auch Einkaufsmöglichkeiten und kulturelle Angebote geschaffen. Zudem werden ein chinesischer Teegarten, eine Kochschule sowie Konferenzmöglichkeiten angeboten.
Am 1. März 2020 gab das Restaurant bekannt, dass es wegen der Coronavirus-Pandemie bis auf weiteres geschlossen wird und alle Mitarbeiter entlassen werden.
Am 30. Mai 2022 gab die Muttergesellschaft Aberdeen Restaurant Enterprises bekannt, dass das Restaurant Hongkong im Juni 2022 verlassen werde. Aberdeen Restaurant Enterprises Limited bot an, das schwimmende Restaurant kostenlos zu spenden, jedoch ohne Erfolg, da alle interessierten Parteien hohe Betriebskosten anführten. Am 31. Mai gegen 23 Uhr bekam das Küchenboot des Restaurants bei den Vorbereitungen für das Schleppen der Jumbo Kingdom nach einem Rumpfbruch Schlagseite. Die Jumbo Kingdom wurde schließlich am 14. Juni aus Hongkong abgeschleppt, wobei das Küchenboot zurückgelassen wurde.
Am 19. Juni 2022 kenterte und sank das Restaurant beim Abschleppen im Südchinesischen Meer aufgrund des schlechten Wetters in der Nähe der Paracel-Inseln in Gewässern mit einer Tiefe von über 1.000 Metern. Es gab keine Verletzten.

## Küche
Das dreistöckige Jumbo galt mit mehr als 2.000 Sitzplätzen als das größte schwimmende Restaurantschiff der Welt. Zwei der an Bord befindlichen Restaurants servierten traditionelle kantonesische Speisen, über 100 verschiedene Gerichte mit Meeresfrüchten sowie Dim Sum. Ein weiteres bot einen eher westlich orientierten Speiseplan.
Das mit dem Jumbo über Gangways verbundene Tai Pak hatte eine Kapazität von rund 400 Plätzen.

## Trivia
- Nicht zuletzt wegen ihrer auffälligen Architektur war die Anlage häufig in Spielfilmen zu sehen. Zu den bekanntesten gehören der James-Bond-Film Der Mann mit dem goldenen Colt (1974) und der Jackie-Chan-Film Der Protektor (1985). Darüber hinaus diente der Komplex auch als Kulisse in Szenen der Filme Plattfuß räumt auf (1975), Love Is a Many Splendored Thing (1955), Contagion (2011), Infernal Affairs II (2003)[5], The World of Suzie Wong (1960) und Emanuela – Alle Lüste dieser Welt (1977).
- Wie viele Touristenattraktionen warb auch das Jumbo Kingdom mit prominenten Gästen. So haben unter anderem die britische Königin Elisabeth II., die Filmschauspieler John Wayne, Tom Cruise, Elizabeth Taylor, Laurence Harvey, Yul Brynner und die vor allem im asiatischen Raum bekannten Schauspieler Gong Li und Chow Yun-Fat die Stätte besucht.[1]

## Belege
1. 1 2  Jumbo Kingdom profile Webseite des Unternehmens. Abgerufen am 20. April 2018.
2. ↑  Key dates in fire history Statistik der National Fire Protection Association. Abgerufen am 1. November 2013.
3. 1 2 3  Berühmtes Hongkonger Restaurantschiff »Jumbo Kingdom« gesunken. In: Spiegel Online. Abgerufen am 21. Juni 2022.
4. ↑  Aberdeen Hong Kong Extra. Abgerufen am 7. Dezember 2013.
5. ↑  Mapping Hongkong film Location HongKongCine. Abgerufen am 3. Oktober 2013.

Koordinaten: 22° 14′ 36″ N, 114° 9′ 43″ O